# Елій Донат
Елій Донат (лат. Aelius Donatus, IV ст. н.е.) — відомий давньоримський граматик, коментатор творів Вергілія, Теренція.

## Життєпис
Про життя Елія Доната відомо лише те, що він був вчителем Ієроніма Стридонського. 

## Граматика
Найбільше відомий Донат як упорядник авторитетної граматики латинської мови «Мистецтво граматики». 
«Мистецтво граматики» Доната отримало  величезного успіх як шкільний підручник. У Середньовіччя граматика Доната неодноразово переписувалася й перевидавалася як шкільний підручник, його ім'я стало прозивним для позначення латинської граматики (donet, «Донатус»). Донат виділяв 8 частин мови. Грамтика Елія Доната вирізнялася  стислим та вдалим викладення матеріалу. Це також єдиний  твір, який було видано у вигляді блокової книги (вирізано як гравюра на дереві, без використання рухомих літер). 
Донат був прихильником системи пунктуації, в якій використовувалися крапки, розміщені на різній висоті відносно рядка. Усього виділяли три позиції цих крапок, вони вказували на поступово подовженні паузи мови й відповідали сучасним комам, двокрапкам й крапкам. Ця система зберігалася до VII століття, коли набула поширення вдосконалена система Ісидора Севільського. 

## Пам'ять
Елій Донат згадується Данте Аліг'єрі у кантику «Рай» «Божественної комедії».